# Patrick Browne
Pour les articles homonymes, voir Browne.
Patrick Browne est un médecin et un naturaliste irlandais, né vers 1720 dans le comté de Mayo en Irlande et mort le 29 août 1790 dans le même comté.
Il fait des études de médecine à Paris et obtient son titre de docteur à Reims en 1742. Il poursuit un temps ses études à Leyde avant de commencer à pratiquer à l’hôpital St Thomas de Londres.
Il vit assez longtemps dans les Caraïbes à Antigua, en Jamaïque, à Sainte-Croix et à Montserrat. Il se retire en Irlande en 1771.
Il fait paraître The civil and natural history of Jamaica en 1756 dont la partie sur la botanique est particulièrement importante avec 104 genres décrits. Il décrit également la faune aquatique de la région.